# Jōtō Mon’in
Jōtō Mon’in (japanisch 上東 門院, eigentlich Fujiwara no Shōshi (藤原 彰子); geboren 988 in Kyōto (Provinz Yamashiro); gestorben 25. Oktober 1074 daselbst) war eine japanische Kaiserin in der Heian-Zeit.

## Leben und Wirken
Jōtō Mon’in war die Tochter von Kampaku Fujiwara no Michinaga (966–1028). Ihre Mutter war Rinko (倫子), Tochter von Minmoto no Masanobu (源 雅信; 920–993), des Minister zur Linken (左大臣). Im Jahr 999 wurde ihr der Rang eines Junior dritten Ranges (従三位) verliehen, und sie wurde Gemahlin von Kaiser Ichijō. Im folgenden Jahr wurde sie zur Kaiserin befördert und erhielt die Position einer Chūgū (中宮), wo ihr talentierte Frauen wie Dichterinnen Izumi Shikibu und Murasaki Shikibu dienten.
Kaiser Ichijō hatte eine Kaiserin, Fujiwara no Teishi (藤原 定子; 977–1001), also gab es zwei Kaiserinnen gleichzeitig. Als seine Nachkommen, die kaiserlichen Prinzen Atsunari (敦成) und Atsunaga (敦良), nacheinander als Kaiser Go-Ichijō (bis 1036) und Kaiser Go-Suzaku (1036–1045) den Thron bestiegen, führte dies zur Blütezeit seit deren Großvater mütterlicherseits, Michinaga. Sie nahm auch an buddhistischen Gottesdiensten teil, die von Michinaga veranstaltet wurden, und baute 1022 das Kannon-in (観音院) im Tempel Ninna-ji.
Jōtō Mon’in wurde Kaiserinwitwe im Jahr 1012 und Großkaiserinwitwe im Jahr 1018. Sie trat 1066 in das Priestertum ein und erhielt gleichzeitig den Klosternamen „Jōtō Mon’in“. Bestattet ist sie im Uji-Mausoleum im Stadtteil Kohata (木幡) von Uji in der Präfektur Kyōto.